# کوه مورونگول
کوه مورونگول (به لاتین: Mount Morungole) یک کوه در اوگاندا است که در Kidepo Valley National Park, Uganda واقع شده‌است. کوه مورونگول ۲٬۷۴۹ متر بالاتر از سطح دریا واقع شده‌است.